# Ligi Kuu Bara 2023-2024
La Ligi Kuu Bara 2023-2024, anche nota come NBC Premier League 2023-2024 per ragioni di sponsorizzazione, è stata la 59ª edizione della massima serie del campionato di calcio della Tanzania, dalla sua fondazione nel 1965. La stagione è iniziata il 15 agosto 2023 e si è conclusa il 29 maggio 2024.
Gli Young Africans sono i detentori del titolo e si sono riconfermati, vincendo il campionato per la trentesima volta nella loro storia. 

## Stagione

### Novità
Dalla stagione precedente sono stati retrocessi Ruvu Shooting e Polisi Morogoro, ultime due della scorsa stagione, insieme con il Mbeya City sconfitto negli spareggi promozione/retrocessione. Al loro posto sono state promosse le prime due della Tanzania Championship League, JKT Tanzania e Tabora United, alle quali si è aggiunto il Mashujaa, vincitore degli spareggi.

### Formula
Le 16 squadre partecipanti giocano un girone all'italiana con partite di andata e ritorno, per un totale di 30 giornate. Al termine della stagione, la squadra prima classificata è campione della Tanzania e si qualifica per la CAF Champions League 2024-2025 insieme con la seconda, mentre la terza classificata si qualifica per la Coppa della Confederazione CAF 2024-2025.
Le ultime due classificate sono automaticamente retrocesse in Tanzania Championship League, mentre terzultima e quartultima giocano degli spareggi promozione/retrocessione con una squadra di Championship League per un posto in Ligi Kuu Bara.

## Squadre partecipanti
| Squadra          | Città         | Stagione precedente          |
| ---------------- | ------------- | ---------------------------- |
| Azam             | Dar es Salaam | 3° in Ligi Kuu Bara          |
| Coastal Union    | Tanga         | 12° in Ligi Kuu Bara         |
| Dodoma Jiji      | Dodoma        | 9° in Ligi Kuu Bara          |
| Geita Gold       | Geitasamo     | 7° in Ligi Kuu Bara          |
| Ihefu            | Mbeya         | 6° in Ligi Kuu Bara          |
| JKT Tanzania     | Karatu        | Tanzania Championship League |
| Kagera Sugar     | Bukoba        | 11° in Ligi Kuu Bara         |
| KMC              | Dar es Salaam | 13° in Ligi Kuu Bara         |
| Mashujaa         | Kigoma        | Tanzania Championship League |
| Mtibwa Sugar     | Morogoro      | 10° in Ligi Kuu Bara         |
| Namungo          | Ruangwa       | 5° in Ligi Kuu Bara          |
| Simba            | Dar es Salaam | 2° in Ligi Kuu Bara          |
| Singida Utd      | Singida       | 4° in Ligi Kuu Bara          |
| Tabora United    | Tabora        | Tanzania Championship League |
| Tanzania Prisons | Mbeya         | 8° in Ligi Kuu Bara          |
| Young Africans   | Dar es Salaam | Campione della Tanzania      |

## Classifica
|                     | Pos. | Squadra          | Pt | G  | V  | N  | P  | GF | GS | DR  |
| ------------------- | ---- | ---------------- | -- | -- | -- | -- | -- | -- | -- | --- |
| Tanzania (bandiera) | 1.   | Young Africans   | 80 | 30 | 26 | 2  | 2  | 71 | 14 | +57 |
|                     | 2.   | Azam             | 69 | 30 | 21 | 6  | 3  | 63 | 21 | +42 |
|                     | 3.   | Simba            | 69 | 30 | 21 | 6  | 3  | 59 | 25 | +34 |
|                     | 4.   | Coastal Union    | 43 | 30 | 11 | 10 | 9  | 22 | 19 | +3  |
|                     | 5.   | KMC              | 37 | 30 | 8  | 13 | 9  | 27 | 39 | -12 |
|                     | 6.   | Namungo          | 36 | 30 | 8  | 12 | 10 | 27 | 29 | -2  |
|                     | 7.   | Ihefu            | 36 | 30 | 9  | 9  | 12 | 29 | 36 | -7  |
|                     | 8.   | Mashujaa         | 35 | 30 | 9  | 8  | 13 | 30 | 33 | -3  |
|                     | 9.   | Tanzania Prisons | 34 | 30 | 7  | 13 | 10 | 29 | 35 | -6  |
|                     | 10.  | Kagera Sugar     | 34 | 30 | 7  | 13 | 10 | 23 | 32 | -9  |
|                     | 11.  | Singida Utd      | 33 | 30 | 8  | 9  | 13 | 29 | 39 | -10 |
|                     | 12.  | Dodoma Jiji      | 33 | 30 | 8  | 9  | 13 | 19 | 32 | -13 |
|                     | 13.  | JKT Tanzania     | 32 | 30 | 6  | 14 | 10 | 21 | 30 | -9  |
|                     | 14.  | Tabora United    | 27 | 30 | 5  | 12 | 13 | 20 | 41 | -21 |
|                     | 15.  | Geita Gold       | 25 | 30 | 5  | 10 | 15 | 18 | 38 | -20 |
|                     | 16.  | Mtibwa Sugar     | 21 | 30 | 5  | 6  | 19 | 30 | 54 | -24 |

Legenda
      Campione della Tanzania e ammessa alla CAF Champions League 2024-2025.
      Ammessa alla CAF Champions League 2024-2025.
      Ammessa alla Coppa della Confederazione CAF 2024-2025.
 Ammessa ai play-off promozione/retrocessione.
      Retrocessa in Tanzania Championship League 2024-2025.
Note:
Tre punti a vittoria, uno a pareggio, zero a sconfitta.